# David Gyasi
David Gyasi, född 2 januari 1980 i London, är en brittisk skådespelare.
Gyasi har bland annat medverkat i filmerna Cloud Atlas från 2012 och Interstellar från 2014. Han har även medverkat TV-serierna Carnival Row (2019–2023) och The Diplomat från 2023.

## Filmografi (i urval)
- 2005: Shooting Dogs
- 2012: Cloud Atlas
- 2014: Interstellar
- 2019–2023: Carnival Row
- 2023: The Diplomat